# قاي لابوينت
قاي لابوينت (بالإنجليزية: Guy Lapointe)‏ (و. 1948  م) هو لاعب هوكي الجليد كندي، ولد في مونتريال، مركز لعبه هو مدافع ‏.
.

## جوائز
حصل على جوائز منها:
- كأس ستانلي.

## روابط خارجية
- قاي لابوينت على موقع دوري الهوكي الوطني (الإنجليزية)
- قاي لابوينت على موقع EliteProspects.com (الإنجليزية)
- قاي لابوينت على موقع HockeyDB.com (الإنجليزية)
- قاي لابوينت على موقع Hockey-Reference.com (الإنجليزية)
- قاي لابوينت على موقع قاعة كندا للمشاهير الرياضية (الإنجليزية)
- قاي لابوينت على موقع قاعة كيبيك للمشاهير الرياضية (الفرنسية)